# Phycus breviscapus
Phycus breviscapus är en tvåvingeart som beskrevs av Enrico Adelelmo Brunetti 1929. Phycus breviscapus ingår i släktet Phycus och familjen stilettflugor.
Artens utbredningsområde är Uganda. Inga underarter finns listade i Catalogue of Life.